# Hærens Officersskole
Hærens Officersskole uddanner officerer til den danske hær og har hjemme på  Frederiksberg Slot, Frederiksberg.
Officersskolen udbyder to uddannelser:
- Linjeofficersuddannelsen - også kaldet taktisk officer - der er en længere officersuddannelse med mulighed for fastansættelse og karriere i Hæren og Forsvaret.[1]
- Løjtnantsuddannelsen er en kortere officersuddannelse på to år, hvorefter man normalt hjemsendes og indgår i Reserven. For udvalgte vil der være mulighed for fortsat ansættelse i op til 3 år.[2]
- På Hærens Officersskole gennemføres tillige Hærens Føringskurser samt Hæren Operations- & Føringsuddannelse (generalstabskursus i Hæren)

Skolen ledes af oberst Thor Hilton, der samtidig er kommandant på Frederiksberg

## Uddannelserne
Linjeofficersuddannelsen (taktisk officer) kan søges af alle, der har en civil bacheloruddannelse eller en sergentuddannelse i kombination med en akademiuddannelse.
Længden af Linjeofficersuddannelsen afhænger af kompetencer. Som bachelor varer uddannelsen 28 måneder. Som befalingsmand med en akademiuddannelse normalt 21 måneder.
Løjtnantsuddannelsen kan søges af alle med en gymnasial uddannelse og varer 24 måneder inkl. 12 måneders praktisk tjeneste. 
Fælles for de to uddannelser er, at man skal bestå en særlig optagelsesprøve. 

## Historie
- 1713: Landkadetakademiet oprettes oprettes i Friis' gård på Nytorv.
- 1720: Akademiet flyttes til det i 1704 opførte operahus (den bygning, hvor Østre Landsret i dag har til huse). Søe Cadet Academiet flytter ind i samme bygning i 1727.
- 1767: Akademiet flytter til Frederik VIII's Palæ i Amalienborg, hvor det deler bygning med Søe Cadet Academiet 1788-1827.
- 1861: Landkadetakademiet nedlægges af sparehensyn.
- 1868: På baggrund af 2. Slesvigske Krig oprettes Hærens Officersskole. Skolen placeres først  i det gamle Landkadetacademies bygninger i Fredericiagade og fra 1869 på Frederiksberg Slot.

### Chefer for skolen
- 1867-1870: Oberst Jacob F.M. Ernst
- 1870-1878: Oberst Emanuel Andreas Lundbye
- 1878-1879: Oberst Ludolph Fog
- 1879.1885: Oberst A. L. Klein
- 1885-1896: Oberst F.P.A. Vilhelm Tobiesen
- 1896-1904: Oberst J.J.T. Boiesen-Trepka
- 1904-1910: Oberst G.F.K. Harhoff
- 1910-1915: Oberst F.S. Krebs
- 1915-1921: Oberst P.C. Anning-Petersen
- 1921-1922: Generalmajor Otto Moltke
- 1922-1930: Oberst E. Rønning
- 1930-1938: Oberst C.O.R. Larsen
- 1938-1945: Oberst F.O. Jørgensen
- 1945-1950: Oberst Villi Lund Hvalkof
- 1950-1954: Oberst Viggo Hjalf
- 1954-1954: Oberst Thyge Johansen
- 1954-1958: Oberst A.J. Mygind
- 1958-1961: Oberst Niels Erik Leschly
- 1961-1968: Oberst H.A.I. Petersen
- 1968-1973: Oberst V.K. Laursen
- 1973-1978: Oberst Nils Berg
- 1978-1985: Oberst N.E.A. Møller
- 1985-1988: Oberst Søren Haslund-Christensen
- 1988-1995: Oberst O.P. Olsen
- 1995-1998: Oberst N.O. Jensen
- 1998-2003: Oberst K. K. Pallesen
- 2003-2010: Oberst F. Bertelsen
- 2010-2014: Oberst Eigil Schjønning
- 2014-2014: Oberstløjtnant Finn Legard Nielsen, fungerende
- 2014-2015: Oberstløjtnant Henrik Holm, fungerende
- 2015-2016: Oberst Kenneth Pedersen
- 2016-2023: Oberst Nicolas T. Veicherts
- 2023-        : Oberst Thor Hilton [3]